# Димо Бакалов
Димо Найденов Бакалов е български футболист, полузащитник. Роден е на 19 декември 1988 г. в Сливен. Играе в Марица (Пловдив).

## Кариера
От 30 май 2011 г. е играч на ПФК Лудогорец 1945 (Разград) като е закупен за сумата от 500 000 лева. . На 11 юни 2014 г. преминава като свободен агент в Берое .

### Лудогорец
Димо Бакалов ще остане в историята на ПФК Лудогорец като футболистът отбелязал първия гол за отбора в А ПФГ. Това се случва на 13 август 2011 г. в срещата от втория кръг на А ПФГ срещу Берое при гостуването в Стара Загора спечелена с 2 – 1 от Лудогорец .

## Успехи

### „Лудогорец“
- Шампион на A ПФГ: 2011–12, 2012–13, 2013–14
- Купа на България: 2011–2012, 2013–14
- Суперкупа на България: 2012, 2018